# Serra do Imaruí
A serra do Imaruí está situada na localidade de Santa Bárbara, a 25 km do centro de Bom Jardim da Serra, na serra Catarinense. O caminho das tropas da serra do Imaruí passava pela comunidade de Brusque do Sul, município de Orleans.
De acordo com João Leonir Dall'Alba, o caminho da serra do Imaruí foi provavelmente aberto na primeira metade do século XIX. Seu nome lhe foi atribuído quase na certeza por tratar-se de estrada de tropas que contornava a lagoa de Imaruí e passava em Imaruí. Foi aberta pelos tropeiros serranos como via de ligação entre o planalto serrano catarinense e o litoral, o caminho das tropas, aberto mais a casco que a picareta, conduzindo até o Porto de Gravatal ou diretamente à lagoa de Imaruí, e daí em diante até o porto de Laguna. Atualmente o tráfego é feito somente a pé ou a cavalo, da mesma forma que era utilizada pelos antigos tropeiros. Há historiadores que relatam ter sido aberta em 1770, após entendimentos entre Antônio Correia Pinto e Câmara Municipal de Laguna, no sentido de manter uma estrada entre Lages e Laguna.
Pela serra do Imaruí os tropeiros abasteceram com produtos serranos o litoral sul de Santa Catarina, destacando-se carne, couro e pinhão, retornando os tropeiros com produtos manufaturados, sal e frutas.
João Leonir Dall'Alba relata: 

O caminho que atravessa as terras do patrimônio (refere-se aqui à Colônia Grão Pará) desde o Braço do Norte pela serra do Imaruí acha-se no estado seguinte: é todo pela sinuosidade do terreno. Do Rodeio dos Pinheiros até a raiz da serra o cidadão Francisco Propício de Souza, abastado fazendeiro e mercador nos campos de Lages, tomou a seu cargo esta abertura, tendo igualmente explorado uma nova diretriz para evitar sinuosidade do terreno. Esta estrada liga-se, atravessando a povoação do rio Braço do Norte, seguindo pelo Gravatá, até o rio Capivari, com todos os pontos da Província, Capital, Laguna, Tubarão e Alto Capivari.
Para defender os interesses do estado e dos colonos do Braço do Norte, o agrimensor Carlos Othon Schlappal feriu os interesses de duas categorias de pessoas: os especuladores que se haviam apoderado indevidamente de enormes extensões de terra e os comerciantes da vila de Tubarão, que não queriam outra estrada para a serra senão a que subia pelo Oratório. Só esta passava diretamente em Tubarão, enquanto que a da Serra do Imaruí, passando por Braço do Norte, comunicava diretamente com Imbituba, via Imaruí, ou com Laguna, por meio do porto de Gravatá.

## História
Em textos da época, Imaruí era grafado como "Maroim" e "Imaruhy". O agrimensor Carlos Othon Schlappal, que atuou de forma destacada na fundação da colônia de Braço do Norte, enviou periodicamente ao presidente da Província de Santa Catarina, no período de 1877 a 1881, relatórios sobre seu trabalho de agrimensor oficial. Em um relatório de 1881 registra:
Tendo exposto ao Exmo. Sr. Presidente da Província a conveniência da abertura da estrada para os campos de Lages pela Serra do Maroim e que a Serra do Oratório absorve constantemente quantias nos reparos, e que jamais se presta a uma via de livre trânsito, autorizou-me sua Excia., para oportunamente organizar o orçamento para ser fixada a comunicação de Lages para o município de Tubarão, pela Serra do Maroim. Assim é que, com a maior facilidade pode-se realizar uma estrada de rodagem desde o Porto de Gravatá no rio Capivari, até a Serra, através das terras do patrimônio.
...
Existe uma estrada abandonada e fechada de silvado que liga com o caminho de Gravatá, que segue pela serra chamada de Maroim para os campos de Lages, atravessando as terras de SS. AA. Imperiais, e que, com diminuta despesa se pode tornar em uma estrada a bem dizer toda horizontal, seguindo o curso do rio dos Pinheiros ou do rio Pequeno ... sendo a Serra do Maroim de suaves subidas sem comparação com íngremes subidas da Serra do Oratório, não só por ser íngreme, como não dá lugar a encontro de tropas, porque não há desvios, e se tal acontecer, estão em perigo tanto no descer como no subir. É preciso de que tropeiros se certifiquem de não ter encontro. Esta estrada jamais prestará, ainda que se despendesse avultadas somas em obras de arte para uma boa estrada. Portanto a Serra do Maroim presta para uma boa estrada, pois, sendo o caminho aberto, o tropeiro desce pelo campo até a raiz da serra em menos de um dia, e no outro ainda cedo, está nos moradores de Braço no Norte. Daí até o Capivari dá uma estrada toda horizontal, atravessando somente o rio Bonito. Seria mais uma vantagem para a colonização, a abertura desta estrada, colocando-se de ambos os lados estabelecimentos de colonos. Assim jamais se poderia arruinar, sendo os colonos conservadores da estrada ...
As vias de comunicação são em geral conveniência de localidades, sem se ter em vista os lugares melhores, mais fáceis e mais econômicos. Portanto a comunicação para Lages do município de Tubarão pela Serra do Maroim, é sem dúvida a melhor reconhecida. Mesmo no estado em que se acha abandonada, ainda é percorrida pelos tropeiros ...
Tendo-se, no ano passado, pelas grandes enchentes, arruinado totalmente os caminhos ... conservam-se os mesmos naquele estado. Os pequenos reparos que os moradores tem feito são insuficientes. Eles mereciam que o Governo auxiliasse com uma pequena quantia, para ao menos fazer as pontes e outros reparos ... pois com a maior dificuldade podem os mesmos exportar seus produtos.
O desenvolvimento agrícola só pode conseguir-se com facilidade de comunicação. É o que em geral falta neste lugar, desanimando o espírito do lavrador, olhando ele para o penoso trajeto que tem de fazer para exportar seus produtos, com animais cargueiros, que às vezes ficam inutilizados pelo estado penoso de transportar as cargas por caminhos tão perigosos.
Para que servem as terras férteis, para que serve a assiduidade do colono se não tem estradas para facilitar-lhe o transporte? Pouco a pouco começa a desanimar e em lugar do desenvolvimento vem o atraso. Este mal poderá ser remediado, se houvesse zeladores dos caminhos, que, animando o povo do lugar, poderiam com pouco trabalho ter as vias de comunicação sempre em bom estado. A ideia de esperar tudo do governo não promove o desenvolvimento. O povo reunido pode muito. O que falta é quem o dirija.
Por si só não pode desenvolver-se ...
Em lei orçamentária de 1935 consta: Fica mantido o posto da Serra do Imaruí para cobrança de taxa de trânsito de animais pela mesma serra: Porcos 200 rs (réis); animais 300 rs e reses um mil réis.